# پاناماسیتی
شهر پاناما، پاناماسیتی (به اسپانیایی: Ciudad de Panamá) پایتخت و همچنین بزرگترین شهر کشور پاناما است. جمعیت آن ۸۸۰۶۹۱ نفر با کل جمعیت مترو ۱۴۴۰۳۸۱ نفر می‌باشد. موقعیت شهر در محل ورودی کانال پاناما از طرف اقیانوس آرام واقع شده‌است. این شهر مرکز سیاسی و اداری کشور می‌باشد و همچنین محلی برای تجارت و بانکداری بین‌المللی است. این شهر شهری این شهر یک شهر جهانی به حساب می‌آید و تنها یکی از سه شهر آمریکای مرکزی است که دارای چنین عنوانی است.
GDP متوسط سرانه پاناما ۱۵۳۰۰ دلار می‌باشد. نمای عمومی شهر دارای آسمان‌خراش‌های بلندی می‌باشد که توسط جنگل باران‌خیز استوایی احاطه شده‌است. فرودگاه بین‌المللی توکامن پاناما بزرگترین و شلوغ‌ترین فرودگاه در آمریکای مرکزی است که به اکثر مقاصد مهم دنیا پرواز دارد. در سال ۲۰۰۳ به همراه کوریتیبا در برزیل به عنوان پایتخت فرهنگی آمریکا انتخاب شد. بر اساس انتخاب مجله لیوینگ این شهر یکی از پنج شهر منتخب دنیا برای بازنشستگی می‌باشد.
این شهر در ۱۵ اوت ۱۵۱۹ توسط فاتح اسپانیای پدرو آریاس داویلا بنیان نهاده شد. این شهر نقطه آغازی بر اکتشافاتی بود که به فتح امپراتوری اینکاها در پرو انجامید.

## مترو
متروی پاناما در سال ۲۰۱۴ تأسیس شده و هم‌اکنون دارای ۱ خط و ۱۴ ایستگاه می‌باشد.

## نگارخانه

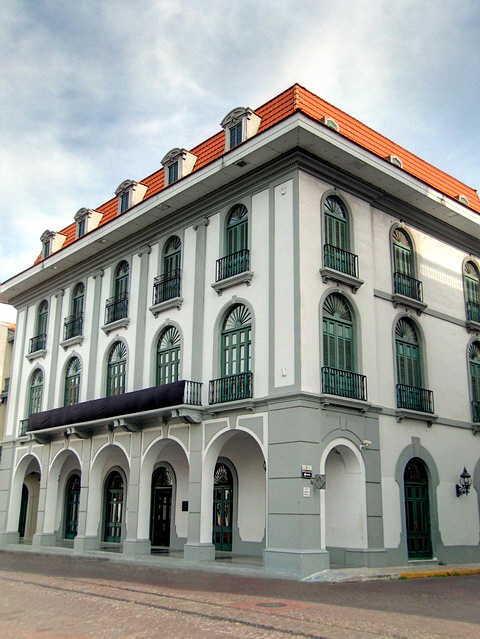
The Interoceanic Canal Museum.
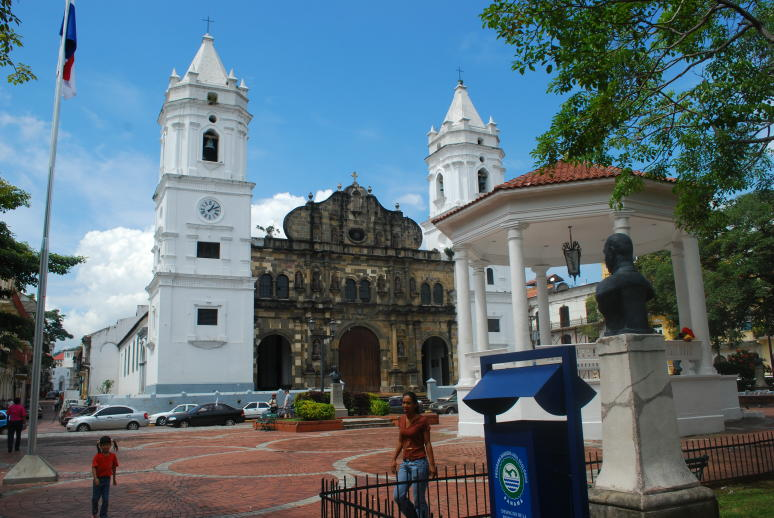
Plaza de la Independencia.
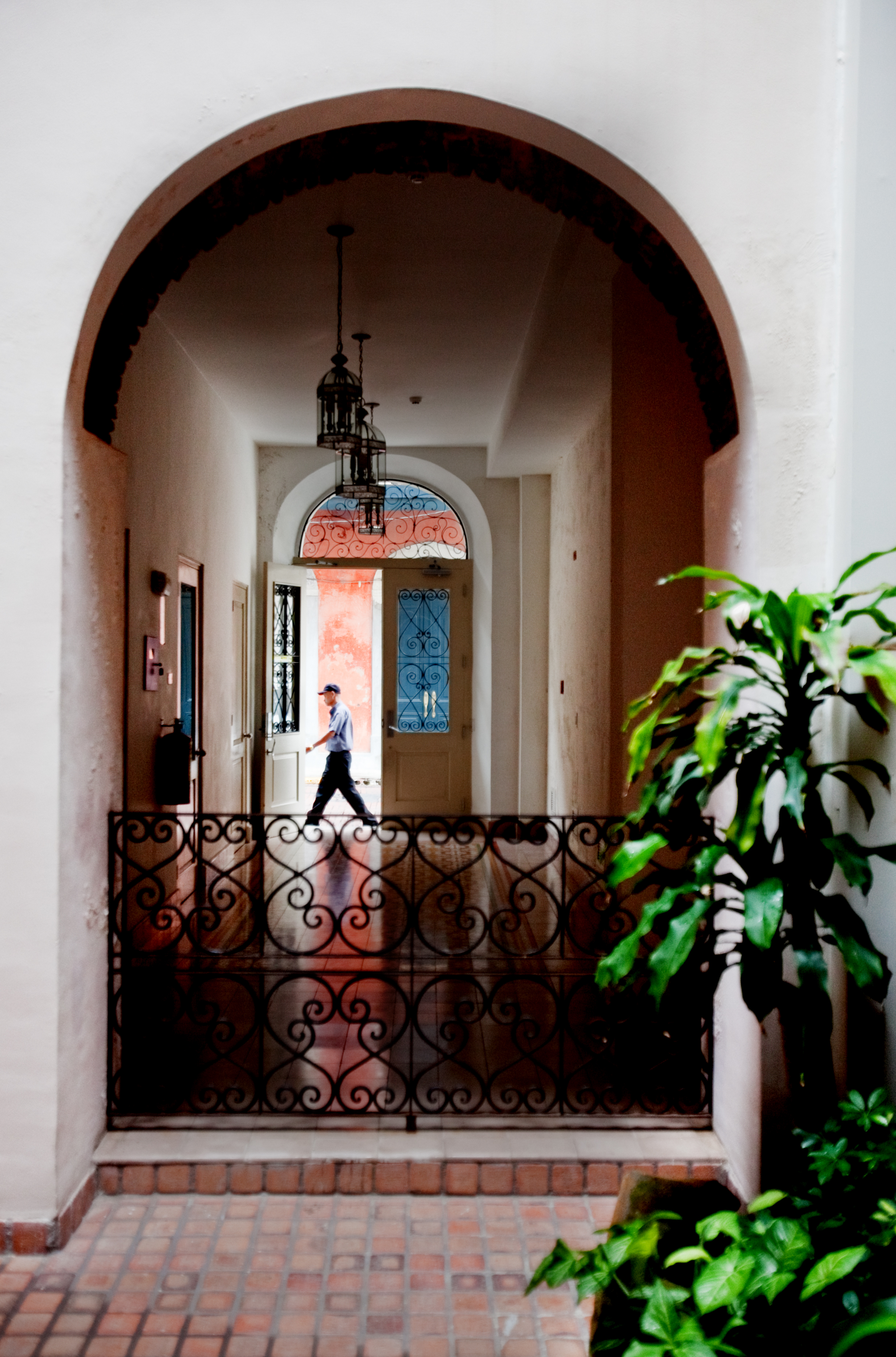
Archway and classic calicanto wall in a traditional house.
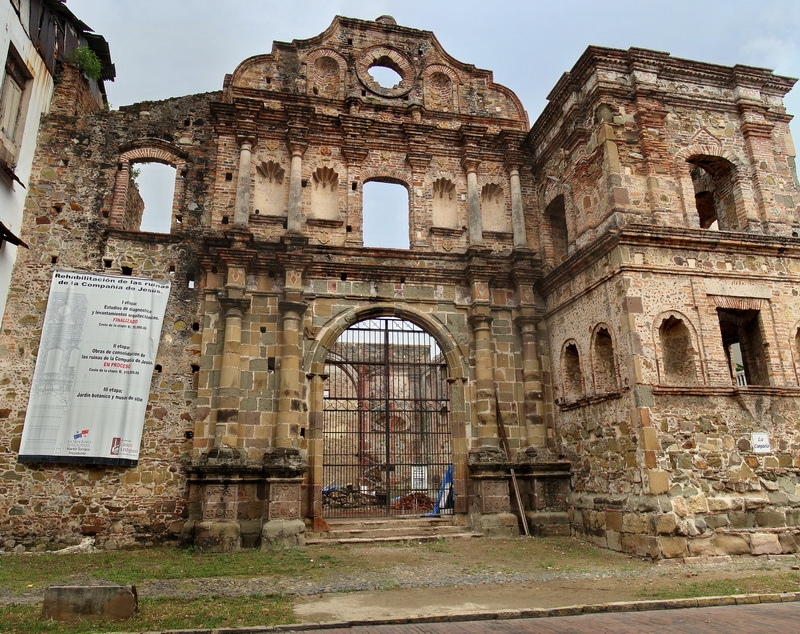
Compañía de Jesús, the ruins of an ancient convent of the یسوعی‌ها.